# Ministerio del Interior (Azerbaiyán)
El Ministerio del Interior de la República de Azerbaiyán (en azerbaiyano  Azərbaycan Respublikası Daxili İşlər Nazirliyi) es un órgano del poder ejecutivo que desempeña sus funciones con arreglo a la legislación de la República de Azerbaiyán.

## Historia
Por primera vez el Ministerio fue establecido en el gobierno de la República Democrática de Azerbaiyán, que proclamó su independencia el 28 de mayo de 1918. El primer ministro de los Asuntos Interiores fue Fatali Khan Khoiski.
Tras la caída de la primera República, desde el 27 de abril de 1920 el Ministerio del Interior se subordinó al Comisariado Popular del Interior y desde el año 1946 al Ministerio del Interior de la Unión Soviética.
En los últimos años del siglo XX, cuando el estado recuperó su independencia el 18 de octubre de 1991, el Ministerio del Interior de Azerbaiyán desembarazó del control de URSS y comenzó a funcionar como la institución de la República soberana.
En 1992 Azerbaiyán se unió a la Organización Internacional de Policía Criminal Interpol. El 24 de noviembre de 1992 en la estructura del Ministerio fue establecido la Oficina Central Popular del Interpol en la República de Azerbaiyán.
Por el orden del Presidente de la República de Azerbaiyán del 30 de junio de 2001 fue confirmado "Estatuto y estructura del Ministerio del Interior". Por el otro orden del Presidente de la República de Azerbaiyán del 30 de junio de 2004, con el objetivo de la realización del control interior de la actividad de los órganos de los asuntos interiores fue creado la Gestión de la Seguridad del Interior.

## Academia de Policía
La Aсademia de Policía por primera vez fue establecida  en 1921 con la decisión del Comisariado Popular de los Asuntos Interiores de la RSS de Azerbaiyán. Hasta 1936 la escuela funcionó en Bakú; en 1936 la Academia fue trasladada a Mardakan.
En 1957 la escuela de Bakú de milicia se convirtió en la escuela especial de Bakú de milicia bajo el Ministerio del Interior de la URSS.
Según el orden del Presidente de la República de Azerbaiyán del 23 de mayo de 1992 y del decreto del Consejo de Ministros del 9 de junio de 1992, sobre la base de la escuela secundaria N. Rzaev fue creada la Academia de Policía del Ministerio del Interior de la República de Azerbaiyán.

## Cooperación internacional
La adhesión a la organización internacional de la Policía Criminal sentó la base de la cooperación directa con los órganos policiales de los países extranjeros. El objeto de los documentos jurídicos internacionales es el intercambio de las informaciones y experiencias, cooperación en la esfera de la educación y formación de policía, etc.
El acuerdo sobre la asociación y cooperación entre Azerbaiyán y la Unión Europea, que entró en vigor en 1999 contribuyó al establecimiento del diálogo político, desarrollo de la democracia, y también creó las condiciones favorables para la cooperación económica y inversiones.
La adhesión de la República de Azerbaiyán a  la Política de Vecindad de la Unión Europea en 2004, la aplicación del Plan de actividad UE  Azerbaiyán, adoptado en 2006 en el marco de esta política impulsó al desarrollo del diálogo político y сooperación en la esfera de las reformas políticas, económicas y de instituciones.